# Drapeau de l'Arkansas
Le drapeau de l'Arkansas est le drapeau officiel de l'État américain de l'Arkansas. Il représente un losange blanc bordé de bleu sur fond rouge. Le bord bleu porte vingt-cinq étoiles blanches à cinq pointes, et à l'intérieur du losange se trouve le mot « Arkansas » entouré de quatre étoiles bleues, à cinq pointes également.

## Symbolisme
Conformément à la loi de 1987 qui définit le drapeau :
- le losange fait référence à la mine de diamants de Crater of Diamonds State Park, qui fut longtemps la seule aux États-Unis ;
- les 25 étoiles blanches sur le bord bleu autour du losange représentent la position de l'Arkansas en tant que vingt-cinquième État à rejoindre l'Union ;
- l'étoile bleue au-dessus du nom de l'État représente les États confédérés d'Amérique ;
- les trois étoiles sous ce même nom ont trois significations différentes :
  - les nations auxquelles l'Arkansas a appartenu (Espagne, France, États-Unis) ;
  - l'année 1803, qui vit la vente de la Louisiane aux États-Unis ;
  - et l'Arkansas en tant que troisième État (après la Louisiane et le Missouri) formé grâce à la vente de la Louisiane.

Cette loi affirme également que les deux étoiles extérieures de l'intérieur du losange, pointées vers le haut, représentent les « États jumeaux » d'Arkansas et du Michigan, dont elle affirme qu'ils furent admis ensemble dans l'Union le 15 juin 1836. Toutefois, deux erreurs se sont glissées dedans :
- dans le dessin original du drapeau, les trois étoiles sous le nom « Arkansas » étaient alignées, et elles n'ont été arrangées en triangle que plus tard ;
- si l'acte d'entrée dans l'Union des deux États a effectivement été signé le même jour par le président Andrew Jackson, le Michigan n'a été officiellement admis que le 26 janvier 1837, après la résolution de sa querelle avec l'Ohio concernant la bande de Toledo.

## Histoire
Le drapeau fut dessiné par Willie Kavanaugh Hocker de Wabbaseka lors d'un concours en 1912.
Vers 1912, les Filles de la révolution américaine désiraient présenter un drapeau pour la mise en fonctionnement du cuirassé USS Arkansas, mais il s'avéra que l'État n'avait pas encore de drapeau. Les Filles de la révolution américaine organisèrent un concours, et parmi les soixante-cinq propositions, c'est celle de Willie Kavanaugh Hocker qui fut retenue. Son dessin original représentait les trois étoiles bleues alignées au milieu du losange, qui ne portait pas le nom de l'État. Il fut ajouté à la demande du comité du drapeau, et les étoiles furent réarrangées en triangle sous le nom. Le drapeau fut adopté le 26 février 1913.
En 1923, une quatrième étoile fut ajoutée pour les États confédérés d'Amérique. Elle était à l'origine placée de façon qu'il y ait deux étoiles au-dessus du nom de l'État et deux en dessous, afin de représenter les quatre nations auxquelles avait appartenu l'Arkansas. Étant donné que les autres significations des trois étoiles de base étaient brouillées, cela fut corrigé en 1924, en plaçant l'étoile de la Confédération au-dessus du nom « Arkansas » et les trois autres en dessous.

Proposition de drapeau réalisée par Hocker.
Drapeau de l'Arkansas de 1913 à 1924.
Drapeau de l'Arkansas de 1923 à 1924.
Drapeau de l'Arkansas de 1924 à 2011.